# Batušinac
Batušinac (cyr. Батушинац) – wieś w Serbii, w okręgu niszawskim, w gminie Merošina. W 2011 roku liczyła 792 mieszkańców.